# Parque nacional Volcán Barú
El Parque nacional Volcán Barú es un área natural protegida ubicada en la provincia de Chiriquí, en Panamá.

## Contexto geográfico
Situado sobre la cordillera de Talamanca y posee una extensión territorial de 14 322 hectáreas, el punto más alto del parque es el volcán Barú con una altura 3475 m s. n. m. y que además es el volcán más elevado del sur de América Central.

## Creación
El Parque Nacional Volcán Barú fue creado mediante el Decreto N.º 40 del 24 de junio de 1976, el cual establece oficialmente su creación en la provincia de Chiriquí.

## Fauna del volcán barú
En cuanto a su fauna, en esta área se han censado alrededor de 250 especies de aves, entre ellas el quetzal, el aguilillo blanco y negro y colibrí ventrinegro, además se encuentran especies endémicas como la reinita carinegra, el zeledonia, el pinzón musliamarillo y la pava negra.